# Dwyn Wen
La Dwyn Wen fut une goélette active pendant tout le XXe siècle, avant de sombrer face à Dzaoudzi (Mayotte) en 2014. 

## Historique
Le bateau est construit en 1906 dans le chantier naval de James Burton à Dartmouth (Royaume-Uni) pour Philip & Son Ltd. : l'architecte en fut Alex Richardson. Le nom est celte, c'est celui de la sainte patronne des amoureux au pays de Galles. C'est alors une Goélette franche (schooner) haut de gamme à pont en teck équipé de deux mâts pour près de 400 m2 de voilure, destiné à la plaisance de luxe autour de l'Angleterre (immatriculé comme « Sailing Yacht »). L'intérieur est soigné, avec un mobilier en ronce de noyer et une ferronnerie d'art en cuivre. 
Le navire est racheté en 1924 et quitte Weymouth pour Hong Kong le 8 août, où il devient un navire de croisière de standing sillonnant l'océan Pacifique pendant les Années folles. 
Pendant la Seconde Guerre mondiale, le navire est réquisitionné par l'US Navy comme « auxiliary schooner » sous le nom de « USS Dwyn Wen (IX-58) », et participe notamment à la capture d'un sous-marin japonais. 
Après-guerre, la goélette est rachetée par Eugène Overton, et opère des croisières entre Hawaii et la Polynésie française. Elle participe également à une expédition scientifique en 1963 (relatée par la femme du propriétaire d'alors, Marge Bradner). 
La Dwyn Wen passe à la fin des années 60 au Dr. Robert Hale Ellis, qui effectue notamment un périple de 42 jours à son bord. 
En 1977, le navire est racheté par un certain John Guthrie, aventurier et chasseur de trésors qui l'emmène dans l'océan Indien occidental (Mer de Zanj), et effectue de nombreux remaniements en 1985. Avec Nosy Bé (à Madagascar) comme nouveau port d'attache, Guthrie et sa famille parcourent tout l'océan Indien à la recherche d'épaves englouties d'où remonter des trésors. 
A la fin des années 1990, le navire nécessite des réparations et est laissé à l'abandon, au mouillage à Mayotte, face à la vasière des Badamiers. En 2004, la Dwyn Wen subit de lourds dommages lors d'une tempête. Dix ans plus tard, les intempéries auront définitivement raison de sa résistance, l'envoyant par 15 m de fond en janvier 2014, en laissant toutefois dépasser les deux mâts et une partie du gréement.

## Postérité
L'épave est devenue un spot de plongée sous-marine apprécié des plongeurs mahorais, hébergeant une faune très diversifiée.

### Biographie
- Yoanne Tillier, « Mes adieux à la Dwyn Wen », sur calameo.com, 11 janvier 2014.